# Marosi József
Marosi József (Budapest, 1934. október 16. –) világbajnok, olimpiai ezüstérmes magyar vívó, arany okleveles gépészmérnök, Marosi Paula olimpiai és világbajnok tőrvívónő bátyja.

## Életpályája

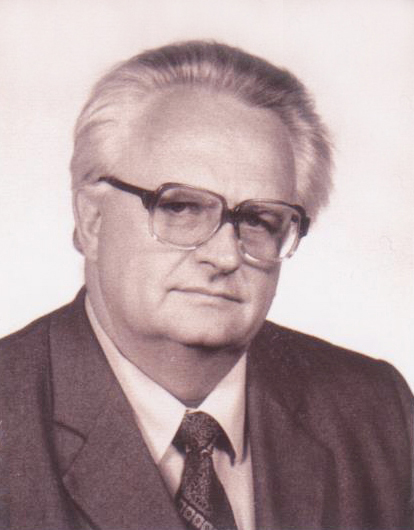

Középiskolai tanulmányait az Eötvös gimnázium reáltagozatán végezte, ahol 1953-ban érettségizett, majd felvételt nyert a Budapesti Műszaki Egyetem Gépészmérnöki Karára, ahol 1958 júniusában épületgépész szakon gépészmérnöki diplomát kapott.
Gépészmérnökként a Középülettervező Vállalatnál helyezkedett el mint tervező, majd rövid időn belül önálló tervezőként, nem sokkal később pedig vezető tervezőként munkálkodott. 1964-ben osztályvezetővé nevezték ki, 1972-től pedig 1994. december 31-ig, nyugdíjba vonulásáig a vállalat gépészfőmérnökeként dolgozott. Jelentősebb munkáinak egyike a Budavári Királyi Palota rekonstrukciójának épületgépészeti tervezése.
1971 és 2009 között a Magyar Iparművészeti Főiskolán – jelenleg Moholy-Nagy Művészeti Egyetem – az épületgépészeti tárgy oktatója volt.
1994-ben ment nyugdíjba, de azóta is rendszeresen dolgozik a Mányi István által vezetett stúdióban, amelynek egyik legfontosabb tevékenységi köre a műemlékek felújítása. 2010-ben a Magyar Nemzeti Múzeum rekonstrukciós pályázatán első díjat nyertek.

## Sportpályafutása
1952-től a Budapesti Haladás, 1957-től az Orvosegyetemi Sport Club vívója volt. Tőr- és párbajtőrvívásban egyaránt versenyzett. Az 1954. évi cremonai főiskolai világbajnokságon egyéniben az ötödik helyet szerezte meg, ami nemzetközi versenyeken a legjobb egyéniben elért eredménye maradt. Ettől kezdődően a felnőtt tőr- és párbajtőr-válogatottnak is tagja lett. Mindkét fegyvernemben szerzett érmeket és értékes helyezéseket. Két olimpián vett részt, ahol összesen egy ezüst- és egy bronzérmet nyert. Valamennyi jelentős eredményét csapattagként érte el. 1963-ig szerepelt a válogatottban, de a versenyszerű vívást egyesületében 1971-ig folytatta.

### Sporteredményei

#### Párbajtőrvívásban
- olimpiai 2. helyezett:
  - 1956, Melbourne: csapat (Balthazár Lajos, Berzsenyi Barnabás, Nagy Ambrus, Rerrich Béla, Sákovics József)
- olimpiai 4. helyezett:
  - 1960, Róma: csapat (Bárány Árpád, Gábor Tamás, Kausz István, Sákovics József)[2]
- világbajnok:
  - 1959, Budapest: csapat (Bárány Árpád, Gábor Tamás, Kausz István, Sákovics József)
- világbajnoki 3. helyezett:
  - 1955, Róma: csapat (Balthazár Lajos, Berzsenyi Barnabás, Nagy Ambrus, Rerrich Béla, Sákovics József)
- kétszeres Universiade 3. helyezett:
  - 1957, Párizs: csapat (Czvikovszky Ferenc, Kausz István, Rabár Pál)
  - 1959, Torino: csapat (Kausz István, Rabár Pál, Szűcs Tibor)

#### Tőrvívásban
- olimpiai 3. helyezett:
  - 1956, Melbourne: csapat (Fülöp Mihály, Gyuricza József, Sákovics József, Somodi Lajos, Tilli Endre)
- világbajnoki 2. helyezett:
  - 1955, Róma: csapat (Fülöp Mihály, Gyuricza József, Pacséri Kázmér, Szőcs Bertalan, Tilli Endre)
- világbajnoki 3. helyezett:
  - 1954, Luxembourg: csapat (Gerevich Aladár, Gyuricza József, Palócz Endre, Szőcs Bertalan, Tilli Endre)
- főiskolai világbajnok:
  - 1954, Budapest: csapat (Gyuricza József, Pacséry Kázmér, Somodi Lajos, Szőcs Bertalan)
- főiskolai világbajnoki 5. helyezett:
  - 1954, Budapest: egyéni
- Universiade-győztes
  - 1957, Párizs: csapat (Czvikovszky Ferenc, Pap Csaba, Szőcs Bertalan)
- Universiade 2. helyezett:
  - 1959, Torino: csapat (Czvikovszky Ferenc, Kamuti Jenő, Pap Csaba, Szőcs Bertalan)

## Díjai, elismerései
- Alpár Ignác-díj, Budapest, 1987.[3]
- Macskásy Árpád-díj, Budapest, 1997.[4]
- Épületgépészetért-díj, Budapest, 2009.[5]